# イシガキタカシ
イシガキ タカシは、日本の漫画家、ゲーム原画家。東京都在住。

## 作品リスト

### 漫画
- マブラヴ オルタネイティヴ トータル・イクリプス

　原作：吉宗鋼紀、連載：月刊コミック電撃大王（2009年10月号 - 2011年11月号）、全3巻

### 単刊単行本
成人向け作品
- 僕はあなたにワンと鳴く ワニマガジン社 <WANI MAGAZINE COMICS SPECIAL> 2014年10月 ISBN 978-4-8626-9337-2

### 原画担当
- 姫騎士アンジェリカ 〜あなたって、本当に最低の屑だわ!〜（18禁、発売元：Silky's）
- 風紀委員 聖薇 〜あなたなんて大嫌い、死ねばいいのに〜（18禁、発売元：Silky's）

### その他
- 小説『風紀委員長 聖薇―あなたなんて大嫌い、死ねばいいのに』高橋ショウ著（イーグルパブリシング、2010年） - 表紙・挿絵
- RAIL WARS!（第三話 後提供カード、2014年）